# NScripter
Vous lisez un « article de qualité » labellisé en 2021.
Cette page contient des caractères spéciaux ou non latins. S’ils s’affichent mal (▯, ?, etc.), consultez la page d’aide Unicode.
NScripter (エヌスクリプター, Enusukuriputā), officiellement abrégé en « Nscr », également connu sous le titre de production « Scripter4 », est un moteur de jeu développé par Naoki Takahashi entre 1999 et 2018 destiné à la création de visual novels — romans vidéoludiques en français — et de sound novels qui fonctionne avec son propre langage de script. Le kit de développement n'est disponible que sur Windows. À partir de sa version 2.82, le moteur prend en charge à la fois les caractères japonais — ceux-ci sont de deux octets — et tout caractère d'un octet ; avant cela, il ne prenait en charge que les caractères japonais. Ce moteur fut très prisé au Japon grâce à sa simplicité et à sa gratuité pour les créateurs de jeux vidéo amateurs. Il existe cependant des embranchements permettant d'étendre les capacités de NScripter afin de faire afficher des caractères d'une autre langue, exécuter un jeu sur d'autres plateformes, etc.

## NScripter
Le développement de NScripter s'étala de 1999 à 2018 ; on l’a d’abord appelé sous son titre de production Scripter4 car il succédait à Scripter3, le moteur précédent de Naoki Takahashi,. La version finale de NScripter est publiée le 23 février 2018.

### Caractéristiques
Le script est exécuté par le moteur dans un interpréteur. La syntaxe en est très simple, semblable à celle du langage BASIC. Les fonctions nécessaires à la création de visual novels et de sound novels, telles que l'affichage de textes, de sprite et de CG, la lecture de musique et le traitement des choix, sont intégrées au moteur en tant qu'API de base. Par conséquent, la création d'un jeu est simplifiée par la possibilité d'écrire un script qui appelle directement ces fonctions.
Afin de répondre à des besoins spécifiques, il est possible d'utiliser une méthode appelée « personnalisation du système » qui modifie le comportement du moteur lui-même afin de lui ajouter des fonctionnalités telles qu'un système de sauvegarde, des effets complexes non fournis dans l'API de base, ou la gestion des vidéos,. Pour cela, il est possible d'utiliser des DLL externes,. Ces fonctions peuvent être utilisées pour créer des jeux de simulation, etc.
D'autre part, avant la version 2.92, les éléments orientés objet n'étaient pas incorporés dans le logiciel et NScripter ne gèrait pas du tout le parallélisme. L'instruction defsub était utilisée pour tenter de faire de la programmation structurée au sein de NScripter. Dans l'ensemble, NScripter est spécialisé dans le développement de visual novels et de sound novels, la création de ces types de jeux est simplifiée.
Dans sa version 2.82, NScripter fut doté d'une prise en charge pour les caractères de 1 octet — ce qui permet d'écrire notamment avec l'alphabet latin de base et l'alphabet anglais pour les anglophones.

### Extension via Lua
Depuis la version 2.93 sortie en avril 2009, il est possible d'étendre les capacités de NScripter en utilisant le langage de script Lua.
Lua est implémenté sous la forme d'une DLL et est lancé par NScripter lui-même. Il est possible et d'appeler n'importe quelle fonction de ce langage à partir d'un script NScripter conventionnel et appeler une fonction NScripter du côté Lua ce qui permet de transférer presque complètement le script du jeu lui-même vers Lua. En plus des opérations numériques complexes qui n'étaient pas possibles avec le NScripter classique, ce langage apporte des fonctionnalités complètes caractéristiques des langages de script telles que les opérations sur les fichiers, la portée des blocs, les méthodes de tableaux et les bibliothèques de modules. Lua permet à NScripter de prendre en charge le parallélisme, ce qui rend désormais possible toute manipulation simultanée et parallèle de chaque élément du jeu ; par exemple, lorsqu'une animation est jouée, NScripter ne fait rien d'autre en même temps. Ce langage améliore et simplifie grandement la description des diverses extensions, qui étaient auparavant réalisées à l'aide d'une méthode appelée « personnalisation du système », et offre la possibilité de modifier le comportement du moteur lui-même, par exemple afin de changer le comportement en fin de partie. Toutefois, l'utilisation de Lua n'est pas obligatoire et l'ancienne méthode de personnalisation du système est toujours disponible.

### Documentation
NScripter possède une documentation officielle sous format numérique et de quatre livres officiels datant respectivement de 2004, 2005, 2006 et 2007,,,,. Les livres ne sont désormais plus que disponibles en occasion. Il existe également des documentations numériques non-officielles comme celle de senzogawa.

### Licence

Classification EOCS sur un jeu vidéo bishōjo.

En ce qui concerne la licence, l'utilisation non commerciale du logiciel est autorisé, tout jeu non commercial peut alors être distribué sans payer de redevance.
En 2013, les conditions d'utilisation ont été simplifiées et les participants aux jeux et autres concours peuvent désormais utiliser le logiciel gratuitement, qu'ils reçoivent ou non un prix en argent et quelle que soit la forme de distribution de l'œuvre gagnante. En outre, tant qu'ils sont distribués gratuitement, ils peuvent être utilisés indépendamment de la distinction entre les utilisateurs professionnels et individuels et de la méthode de distribution. Même si une œuvre est incluse dans un supplément de magazine en tant que freeware ou shareware, elle peut être utilisée gratuitement.
Toutefois, pour vendre une œuvre commercialement, il faut payer une redevance à partir du moment où votre jeu se fait évaluer par un organe de classification tel que l'EOCS. Même dans le cas des jeux amateurs et des logiciels/jeux à code source ouvert, à partir du moment où une redevance atteint 400 000 yens ou plus, celle-ci sera traitée comme une œuvre commerciale et sera prise en charge s'il y a de quelconques problèmes avec le moteur. Dans ce cas, si le développeur souhaite ajouter une fonction — comme une extension ou un traitement d'offuscation pour chaque œuvre —, celle-ci sera prise en charge dans le cadre de la redevance.
Il est possible de négocier voire de ne pas payer la redevance ; le développeur de NScripter est surtout favorable aux développeurs de jeux ne cherchant pas à faire de bénéfices et à ceux qui peinent à en faire à cause de ladite redevance.
Il est interdit de créer une extension DLL et de la redistribuer sous licence GPL, mais la licence LGPL est considérée comme acceptable.

### Popularité
Ce moteur fut très populaire au Japon dans les années 2000 dû à sa simplicité et à sa gratuité pour les créateurs de jeux vidéo amateurs.

### Exemples de scripts
Les scripts suivants ont été écrits pour ONScripter-EN par commodité pour que le jeu puisse afficher des caractères de l'alphabet latin de base et de l'alphabet anglais. ONScripter-EN étant compatible avec NScripter, la syntaxe reste très similaire.

#### Script simple
Ce script simple définit quelques paramètres de base et affiche un texte.

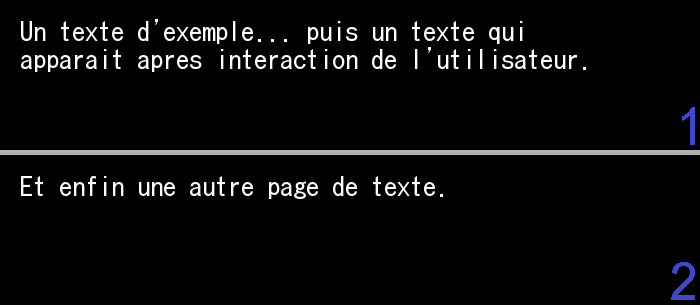
Résultat du script simple ; le premier écran est signalé par un indice rajouté noté « 1 », le deuxième écran est signalé par un indice noté « 2 ».

#### Script avec choix et image de fond
Tout visual novel qui n'est pas linéaire ou dit « kinetic novel » comporte des choix. Ce script contient également les instructions utilisées pour afficher une image de fond et, en plus de cela, avec un effet de fondu enchainé par pixel.

Résultat du script ; effet de fondu enchainé par pixel avec image de fond puis on demande au joueur de faire un choix.

### Jeux notables utilisant NScripter
La majorité des jeux tournant sur NScripter étant des jeux vidéo amateurs, peu de jeux NScripter sont notables. La plupart des jeux notables ci-dessous sont des jeux commerciaux et donc des succès commerciaux.
- Tsukihime[20]; bien que Type-Moon ait utilisé NScripter pour Tsukihime, l'entreprise est ensuite passée sur KiriKiri pour leur jeu suivant, Fate/stay night.
- Les sound novels de 07th Expansion — la série When They Cry, etc. —[21]; nombreux sont ceux qui ont découvert NScripter et ses dérivés grâce aux jeux de 07th Expansion, dont de nombreux traducteurs amateurs.
- La série des Narcissu[22]; la série des Narcissu est sûrement la série de kinetic novels gratuits la plus populaire tournant sur NScripter.
- Kira ~ Fleur des neiges — aussi appelé Yukibana -Kira- (雪花 -きら-?) ou encore Kira -Snowdrop-[23].

## NScripter2
NScripter2 (エヌスクリプターツー, Enusukuriputātsū), également connu sous le titre de production « Sunday Game Engine » (SGE), est le successeur du moteur de jeu NScripter, il est développé par Naoki Takahashi. Le kit de développement n'est disponible que sur Windows.

### Développement et sortie
En septembre 2009, la version prototype du moteur est sortie sous le nom de Sunday Game Engine. Depuis lors, le développement s'est poursuivi et la version bêta officielle du moteur a été rendue disponible le 31 août 2012.

### Caractéristiques
Les performances de NScripter2 sont grandement améliorées par rapport à la version précédente, avec une transition complète vers DirectX pour le rendu graphique et la possibilité d'utiliser des shaders de pixels pour les effets. L'affichage des polices, l'une des faiblesses de NScripter, a également été grandement amélioré et les performances ont beaucoup augmenté. En outre, il est facile de créer des extensions pour étendre les fonctionnalités, ce qui permet de modifier le fonctionnement du moteur lui-même à un niveau plus profond que ce qui était possible auparavant. NScripter et NScripter2 ne sont pas directement compatibles entre-eux.
La structure du moteur est divisée en trois couches : une couche de base construite en C++, une couche API intermédiaire implémentée en Lua, et une couche en une syntaxe propre au moteur ressemblant au langage BASIC pour les débutants.
De ce fait, même les utilisateurs novices peuvent créer des visual novels et sound novels ainsi que des jeux plus complexes avec une relative facilité en utilisant une syntaxe propre au moteur ressemblant au langage BASIC et en appelant l'API intégrée. La syntaxe de ce langage inspiré du BASIC a été repensée pour être plus moderne, et ses fonctions ont été grandement améliorées, telles que la capacité à gérer des tableaux et autres structures.
Les programmeurs peuvent désormais utiliser Lua pour créer diverses API et modifier le comportement du moteur lui-même. En outre, NScripter2 est essentiellement capable de construire des jeux uniquement sur la couche Lua du moteur et c'est également le moyen le plus efficace d'obtenir les meilleures performances possibles.
Les utilisateurs avancés peuvent créer des extensions DLL en utilisant les langages C et C++ pour étendre les fonctionnalités du moteur.
Le moteur de jeu supporte les formats .mpeg et .nmv pour les vidéos. Le fomat MPEG doit être rendu avec le codec MPEG-1. Le format NMV lui est un succession d'images sous format PNG, un fichier NMV doit donc toujours être accompagné du son de la vidéo au format OGG ; par exemple, si un fichier NMV est nommé « video.nmv », il doit y avoir un fichier « video.ogg » qui l'accompagne. Une démonstration du format NMV en action est disponible dans chaque archive officielle du moteur.

### Guide de l'utilisateur
En juin 2021, NScripter2 en est toujours au stade où seuls le moteur lui-même et une documentation minimale ont été publiés. Le développeur comptait la mettre à jour et la simplifier mais le moteur n'a pas été mis à jour depuis 2017.

### Syntaxe
La syntaxe diffère de celle de NScripter bien qu'elle reste inspirée du langage BASIC — plus précisément de Visual Basic et QuickBasic — ; à titre d'exemple les fonctions ne commencent plus avec un astérisque (*) mais avec un arobase (@), la fonction de début n'est plus « *define » mais « @start » et, autre exemple, afin d'être plus cohérent avec Lua, la commande pour quitter le programme n'est plus « end » — commande qui termine une condition « if » en Lua — comme en BASIC mais « quit ».
Il existe une extension non-officielle pour l'éditeur de texte libre Atom qui facilite le développement de scripts destinés à NScripter2,.

### Licence
Fondamentalement, les mêmes termes de licence que NScripter sont appliqués, c'est-à-dire que le moteur est gratuit pour les jeux amateurs et les œuvres non commerciales. Il est possible d'utiliser NScripter2 pour développer des œuvres commerciales, mais il faut payer une redevance.

## Scripter3
Scripter3 (スクリプタースリー, sukuriputāsurī), officiellement abrégé en « Scr3 » est un moteur de jeu propriétaire gratuit développé par Naoki Takahashi entre 1998 et 1999 destiné à la création de visual novels / roman vidéoludique et de sound novels qui fonctionne avec son propre langage de script. Le kit de développement n'est disponible que sur Windows. Il est le prédécesseur de NScripter, autre moteur de Naoki Takahashi ayant une syntaxe plus souple et plus de fonctionnalités ; par exemple, NScripter prend en charge nativement les images sous format JPEG/JPG tandis que Scripter3 a, lui, besoin d'une DLL nommée « jpeglib.dll ».

### Caractéristiques
Scripter3 lit les fichiers scripts en format texte brut avec l'extension TXT encodé en Shift-JIS, le moteur lira dans l'ordre d'abord le fichier 0.txt jusqu'au fichier 99.txt, mais peut également lire des scripts offusqués possédant l'extension « .scp » — équivalent des nscript.dat pour NScripter — ; la priorité est cependant donnée aux fichiers de textes bruts. Il est possible d'afficher des caractères de l'alphabet latin de base et de l'alphabet anglais ou encore des guillemets français, mais ceux-ci doivent être impérativement des caractères pleine chasse.
Scripter3 gère le texte mais ne prend pas en charge le reste de la partie graphique des boîtes de texte, composante pourtant essentielle à tout visual novel pour établir un contraste entre décor et texte. Les développeurs doivent alors incorporer l'habillage de la boîte de texte directement dans chaque image de fond, il est récurrent qu'il y ait donc dans chaque jeu une copie d'une image de fond sans boîte de texte et une autre avec. Ainsi, si le joueur effectue un clic-droit pour cacher le texte, la boîte de texte reste affichée, car incrustée dans l'image de fond.
Le moteur est capable de lire des CD audios, cela permettait surtout aux créateurs de jeux vidéo amateurs de lire les CD audios d'autres productions, souvent commerciales, par exemple pour des parodies, etc.
Son successeur, NScripter, a conservé à peu près les mêmes instructions, les deux moteurs sont, de ce fait, relativement compatibles entre eux ; par exemple, des instructions restent inchangées à l'instar des instructions de texte telles que @, \, etc., on retrouve également dans les deux moteurs l'étiquette *start, l'instruction caption, etc. tandis que des instructions changent comme la commande bp qui se voit renommer en background sous NScripter,.

### Popularité
Scripter3 a été très populaire durant les années où Naoki Takahashi le développait encore, cependant, le moteur a quasiment disparu d'Internet et tout ce qui est lié n'est plus que disponible sur des sites d'archives de sites internet. De nombreux utilisateurs s'aidaient sur le forum officiel, le développeur lui-même était présent, assistant jour après jour à la popularisation de son programme. D'après le peu d'informations encore en ligne, quand Scripter3 était à son âge d'or, ce dernier était plus populaire que le moteur concurrent KiriKiri. Après que la dernière version de Scripter3 soit publiée le 27 novembre 1999 et que le développeur recommande de passer sur NScripter, la communauté derrière Scripter3 est passée sur NScripter, disponible depuis le 6 septembre 1999,,.

## Autres moteurs liés
Le moteur NScripter premier du nom a été de nombreuses fois recréé, cloné afin d'y rajouter de nouvelles fonctionnalités ou de se libérer de la licence propriétaire du moteur.

### ONScripter

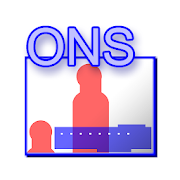
Logo d'ONScripter.

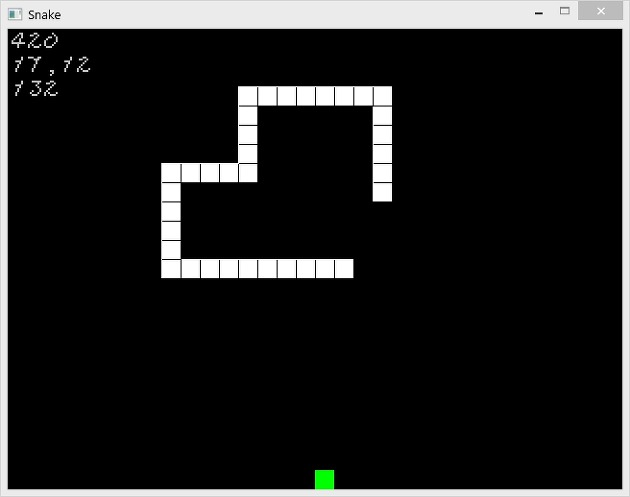
Clone de Snake tournant sur ONScripter.

ONScripter est un logiciel libre développé pour être un équivalent compatible de NScripter. Il est développé par le Studio O.G.A. depuis le 6 février 2002 et sa dernière version date du 22 juillet 2020. Bien qu'ONScripter puisse afficher des caractères d'un octet pour écrire avec l'alphabet latin de base et l'alphabet anglais, ils subsitent de nombreux bogues ; mode historique vide ou incomplet, etc. Ces problèmes n'ont pas été corrigés car la branche anglophone d'ONScripter, ONScripter-EN, corrigeait ces problèmes et était donc conseillée aux traducteurs anglophones. ONScripter repose sur la bibliothèque logicielle SDL ce qui lui permet d'être compatible avec énormément de plateformes.
Plateformes compatibles avec ONScripter :
(ordre alphabétique)
- Android[39],[40]
- Brain (dictionnaire électronique sous Windows CE 6.0)
- Classic Mac OS
- Dreamcast[41]
- FreeBSD[42],[43]
- GNU/Linux[44],[45],[46]
- Haiku[47]
- iOS (iPhone, iPod touch, iPad)[48]
- iPod (avec iPod Linux installé)[48]
- macOS[49],[50],[51]
- NetBSD[52]
- NetWalker (Ubuntu, Linux)
- Nintendo 3DS[53]
- Nintendo Switch[54],[55] (le second est un portage d'ONScripter-EN [rétrocompatible avec ONScripter] version onscripter-20060724-insani avec SDL2)
- OS/2[56],[57]
- PlayStation 3[58]
- PSP[59] (portage du portage pour Dreamcast)
- Solaris[60]
- Wii[61],[62] (portage pour ONScripter-EN, moteur rétrocompatible avec ONScripter)
- Windows[63]
- Zaurus[64]

Il existe une traduction destinée aux utilisateur d'ONScripter en mandarin de la traduction anglaise du 11 juin 2005 de la documentation de Masato Sagara du 26 mars 2002 concernant NScripter. Celle-ci a été commencée en 2011 puis abandonnée puis reprise et terminée en 2015. Cependant, cette traduction n'est pas considérée comme particulièrement correcte. La documentation est également disponible en ligne et sous sa forme d'origine, et sous forme de billets de blogue.

#### ONScripter-EN

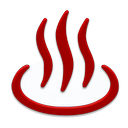
Logo d'ONScripter-EN ; ce logo provient d'un jeu de mots avec le diminutif du moteur (ons-en, onsen) et les sources chaudes japonaises, appelées onsen en japonais. Ce logo est le pictogramme japonais qui indique des sources chaudes (♨).

ONScripter-EN est un embranchement d'ONScripter destiné à la branche anglophone d'ONScripter. Le support de l'anglais a été développé par Chendo puis le développement a été confié à l'équipe de l'insani puis à Peter « Haeleth » Jolly et enfin à (Uncle) Mion du groupe de traduction Sonozaki Futago-tachi. ONScripter-EN était, avec l'arrêt de la maintenance effectuée par Mion, abandonné durant des années au profit de PONScripter qui lui est encore de temps en temps mis à jour. Cependant, le 8 mars 2023, une reprise à zéro officielle de la branche de l'insani développé par le cofondateur Seung Park à partir du code à jour d'ONScripter est publiée - elle vise Windows et Mac OS, bien qu'également essayée sur d'autres plateformes et fut annoncée sur le précédent site de documentation le 1er avril 2023,.
Cette branche a été de nombreuses fois l'objet d'embranchements ; des fois pour généraliser la branche, par exemple avec PONScripter qui prend en charge Unicode et permet donc d'écrire en de nombreuses langues, d'autres fois simplement pour créer une nouvelle branche linguistique, à l'instar d'ONScripter-RU.
ONScripter-EN, bien que très populaire et reposant également sur la bibliothèque logicielle SDL, a été porté sur moins de plateformes qu'ONScripter. Le programme est disponible sur Windows, macOS, GNU/Linux, OpenBSD, Nintendo Switch, Wii et, à peu près intégralement, Android,,,,.
ONScripter-EN a besoin d'une fonte à chasse fixe qui doit être nommée « default.ttf » et donc comme indiqué avant, qui doit être sous format .ttf pour fonctionner. La police d'écriture libre « Sazanami Gothic » est recommandée par défaut mais est déconseillée pour un produit final parce qu'à terme les jeux ne se distinguent plus de par leur police étant donné que de nombreux autres jeux traduits ont la même.
Certaines traductions sur ONScripter-EN qui utilisent des caractères spéciaux (par exemple des diacritiques) utilisent une fonte modifiée ayant remplacé des caractères compatibles avec le moteur, mais inutilisés. Cette pratique nuit à la lisibilité du script, mais permet de jouir des plus grandes fonctionnalités d'ONScripter-EN (en comparaison de PONScripter, ONSlaught, etc.), de sa stabilité, de sa compatibilité et de publier/permettre l'utilisation sous les plateformes prises en charge. Ainsi, dans la traduction du premier titre de Higanbana no Saku Yoru ni, entre autres, ■ est utilisé pour afficher « é », ∈∋ équivaut aux guillemets «» et ▽ est utilisé pour l'espace insécable. Il s'agit cependant d'une exception car cette traduction utilise une version non-publiée d'ONScripter-EN, les autres ne prennent pas en charge ces caractères. Le plus souvent, des caractères japonais sont utilisés, selon les cas à demi ou pleine chasse. On peut citer les katakanas à demi-chasse (en), notamment utilisés par une fonte dédiée à la prise en charge de la langue française. Il semble raisonnable de dire que la demi chasse est plus adaptée, car c'est ainsi qu'ONScripter-EN traite les caractères non-japonais comme l'alphabet latin.
ONScripter-EN est fourni avec divers exécutables prêt à l'emploi pour plusieurs plateformes compatibles avec le moteur. Il est aussi mis à disposition une archive comprenant son code source ainsi que les bibliothèques logicielles dont il est dépendant.

##### ONScripter-ANSI
ONScripter-ANSI est un embranchement d'ONScripter-EN développé par Andy_Skull début 2008 apportant un support de l'ANSI, qui est une dénomination erronée du jeu de caractères Windows-1252. Cette version est beaucoup utilisée par des traducteurs visant des langues utilisant l'alphabet cyrillique, il est notamment précisé qu'à l'origine, le logiciel était principalement destiné à être utilisé pour une traduction en russe d'Umineko no naku koro ni, avortée. La dernière version date du 10 octobre 2010, cette version semble abandonnée. ONScripter-ANSI n'est disponible que pour les ordinateurs sous Windows ayant au moins une architecture 32 bits.

##### ONScripter-RU
ONScripter-RU est un embranchement d'ONScripter-EN développé à partir de mi-2019 ayant pour but de prendre en charge la langue russe. La seule utilisation majeure d'ONScripter-RU est l'« Umineko PS3 project » — une nouvelle version PC en haute définition à base d'éléments du port PS3. Le moteur est sous licence GPLv2 et BSD. ONScripter-RU utilise ses propres « bidoullages » moteurs utiles au projet cité précédemment, il n'est donc pas compatibles avec les autres embranchements d'ONScripter. La documentation officielle d'ONScripter-RU est très incomplète, cependant une autre documentation non-officielle règle ce problème,. ONScripter-RU est compatible avec les plateformes suivantes :
(ordre alphabétique)
- Android
- GNU/Linux (64 bits) (Debian, Ubuntu [version 4.1 et versions supérieures])
- iOS (minimum version 8.0+)
- macOS (minimum version 10.6+)
- Windows (minimum version XP SP3+) (32 bits)

##### PONScripter
PONScripter (Proportional ONScripter) est un embranchement d'ONScripter-EN qui n'est plus directement compatible avec les jeux développés pour NScripter ; il faut adapter le script du jeu développé sous NScripter car la syntaxe de PONScripter est légèrement différente. Il est utilisé majoritairement et est fait pour faire des traductions de jeux NScripter car il est très facile d'entrer des caractères autres que les caractères japonais. PONScripter est par exemple utilisé par la traduction française de Higurashi no naku koro ni — Le Sanglot des cigales en français — et la traduction anglaise d'Umineko no naku koro ni du groupe Witch Hunt pour MangaGamer,. PONScripter tire son nom de par sa prise en charge des fontes proportionnelles ; chaque caractère peut avoir une chasse (taille) personnalisée — contrairement aux fontes à chasse fixe, même si ces dernières sont cependant toujours prises en charge —, ceci permettant une lecture plus confortable et fluide. PONScripter possède des fonctionnalités supplémentaires par rapport à ONScripter et ONScripter-EN ; par exemple, PONScripter est capable d'afficher du texte en italique, en gras, de modifier la taille, la position du texte ou encore de basculer entre plusieurs fontes pendant le jeu. Il est à noter toutefois que certaines instructions ne sont pas supporté pas PONScripter comme mp3fadein et mp3fadeout.

Logo de PONScripter.

PONScripter a connu un développement compliqué ; d'abord fondé et maintenu par Peter « Haeleth » Jolly, il est ensuite maintenu par (Uncle) Mion du groupe de traduction Sonozaki Futago-tachi, il est ensuite repris par l'entreprise Sekai Project ainsi que le groupe semi-professionnel Witch Hunt qui repris le code source de l'embranchement de Sekai Project. En 2020, le groupe d'amateurs 07thMod crée son propre embranchement depuis le code source de la version du moteur maintenue par Sekai Project, les deux embranchements les plus a jour sont ceux de la Witch Hunt et de 07thMod.
Le premier jeu à tourner sous PONScripter est la version russe de Tokoyo no Hoshizora.
PONScripter est fourni avec divers exécutables prêts à l'emploi pour plusieurs plateformes compatibles avec le moteur. Il est aussi mis à disposition une archive comprenant son code source ainsi que les bibliothèques logicielles dont il est dépendant. Le 8 mars 2020, un utilisateur nommé reivyr porte la version de la Witch Hunt de PONScripter pour OpenBSD.

#### PNaCl ONScripter
PNaCl ONScripter est un embranchement d'ONScripter conçu pour incorporer la technologie PNaCl sandbox de Google. Il permet à ses utilisateurs d'exécuter des jeux NScripter via HTML5 et visant donc plus spécifiquement le navigateur web Chrome en exportant les jeux en tant qu'applications Chrome. Cet embranchement comprend des bogues et manque de certaines fonctionnalités comme la saisie de texte ou encore la molette souris.

##### NscPlayer
NscPlayer est un embranchement de PNaCl ONScripter. Il met en avant la sécurité qu'offre la technologie PNaCl, l'utilisateur peut jouer sans se soucier des possibles logiciels malveillants potentiellement présents dans un jeu.

### ONSlaught
Également connu sous son titre de production « NONS », il est un clone d'ONScripter conçu par Víctor Manuel « Helios_VMG » González début 2009 pour remplacer ce dernier complètement — ou au moins être une alternative de ce dernier — avec des fonctionnalités comme le support d'Unicode — UTF-8… — de Shift-JIS, une partie des fonctionnalités de PONScripter — par exemple la possibilité d'afficher du texte en italique ou en gras — ou encore la capacité d'étirer une image de basse résolution en plein écran sans changer la résolution de l'écran elle-même. Le développeur a tenté d'accroître rapidement la portabilité des jeux compatibles en acceptant les dons pour acheter une PSP, cependant, cela ne semble pas aboutir. Bien que son objectif est d'être le moteur type NScripter le plus utilisé, peu de visual novels conçu pour NScripter sont compatibles sans adapter un minimum les scripts des jeux. Le moteur est pour la première fois utilisé pour la traduction amatrice espagnole de Tsukihime,.
Comme PONScripter et ONScripter-EN, ONSlaught est fourni avec un exécutable ; dans ces versions récentes, il n'est cependant destiné qu'aux ordinateurs sous Windows possédant au minimum une architecture 32 bits. Il est aussi mis à disposition une archive comprenant son code source ainsi que les bibliothèques logicielles dont il est dépendant.
Après la version du moteur datant du 26 novembre 2011, le projet est inactif jusqu'en juillet 2021 lorsque le moteur fut mis à jour,.

### CCScripter
CCScripter est un clone développé par toveta en M qui permet à ses utilisateurs de jouer et développer des jeux NScripter sur macOS. Le support et les mises à jour logicielles ont été arrêtés le 18 octobre 2004 avec la version 0.8.24, le créateur proposa à ses utilisateurs de passer sur ONScripter.

### KScripter
KScripter est un clone inspiré par NScripter en ActionScript 3,,. KScripter peut par conséquent tourner sous n'importe quel système d'exploitation à condition qu'il soit compatible avec Flash. L'extension de l'exécutable d'un logiciel ou jeu créé avec KScripter est donc .SWF. Le moteur peut interargir avec le Web via des langages tels que PHP, Ruby ou encore JavaScript.

### Comparatif des moteurs clones
| Nom moteur       | Créateur(s)                           | Développeur(s) | Exécutable(s)                             | 1re version                                                                | Dernière version | Dépôt(s) | État du projet                                                      | Écrit en                                           | Langage(s) supporté(s)                  | Langue(s) supportée(s)                                            | Licence    | Documentation | Site(s) officiel(s)                                                                                            |
| ---------------- | ------------------------------------- | --- | ----------------------------------------- | -------------------------------------------------------------------------- | --- | --- | ------------------------------------------------------------------- | -------------------------------------------------- | --------------------------------------- | ----------------------------------------------------------------- | ---------- | --- | --- |
| ONScripter       | Ogapee (Studio O.G.A)                 | idem | /                                         | 6 février 2002                                                             | onscripter-20200722 (22 juillet 2020)                                                                               | / | Actif                                                               | C++                                                | Lua                                     | Japonais (et anglais dans une moindre mesure car très peu stable) | GPLv2      | Documentation de NScripter | Site officiel                                                                                                  |
| ONScripter-EN    | Chendo                                | Chendo puis l'équipe de l'insani puis Peter « Haeleth » Jolly puis Mion / Uncle Mion (du groupe de traduction Sonozaki Futago-tachi) puis reprise de l'insani. | onscripter-en.exe, ONScripter.app.        | 2 juin 2005                                                                | Branche insani : onscripter-insani-20230308 (8 mars 2023) Branche Mion : onscripter-en-20110930 (30 septembre 2011) | insani Mion | Actif                                                               | C++                                                | / ou Lua (branche insani)               | Japonais, Anglais                                                 | GPLv2      | Ancienne documentation officielle (insani) et la documentation officielle (Mion) + documentation KaiserNet désormais privilégiée par l'insani | Site officiel (Mion) et Site officiel (insani)                                                                 |
| ONScripter-ANSI  | Andy_Skull                            | idem | onscripter-ansi.exe                       | onscripter-ansi-20080214 (14 février 2008)                                 | onscripter-ansi-20101010 (10 octobre 2010)                                                                          | / | Abandonné                                                           | C++                                                | /                                       | Multilingue (avec Windows-1252)                                   | GPLv2      | Documentation officielle d'ONScripter-EN (Mion), documentation officielle d'ONScripter-EN (insani) et la documentation de NScripter           | Site officiel                                                                                                  |
| ONScripter-RU    | vit9696                               | vit9696 (développeur principal), copyliu et knox-umineko | onscripter-ru.exe, onscripter-ru-osx.app, | ONScripter-RU r3559 (supposée être la 1re version publique) (22 mars 2020) | ONScripter-RU r3567 (24 juillet 2020)                                                                               | github.com/umineko-project/onscripter-ru | Terminé (Fin du projet « Umineko PS3 project » le 1er janvier 2021) | C++ et C                                           | /                                       | Russe                                                             | GPLv2, BSD | Documentation officielle d'ONScripter-RU, Documentation non-officielle d'ONScripter-RU de Neurochitin                                         | Site officiel                                                                                                  |
| PONScripter      | Peter « Haeleth » Jolly               | Peter « Haeleth » Jolly puis Mion / Uncle Mion (du groupe de traduction Sonozaki Futago-tachi) puis — approximativement — Sekai Project, Witch Hunt et 07thMod | ponscr.exe, PONScripter.app,              | 2006, avant ou le 11 septembre                                             | 21 février 2021 (embranchement de 07thMod)                                                                          | svn.denpa.mobi/repo/ponscripter, github.com/sekaiproject/ponscripter-fork (embranchement de Sekai Project) et https://github.com/07th-mod/ponscripter-fork (embranchement de 07thMod) | Actif (embranchements 07thMod et Witch Hunt)                        | C++ et C (embranchements Sekai Project et 07thMod) | /                                       | Multilingue (avec Unicode)                                        | GPLv2      | Documentation officielle de PONScripter (Mion) ; documentation de l'embranchement de Sekai Project ; tutoriel de 07thMod.                     | Site officiel (1) (Mion), Site officiel (2) (Mion) et voir colonne « dépôt(s) » pour les autres embranchements |
| PNaCl ONScripter | ?                                     | idem | /                                         | 28 juin 2014                                                               | ? | / | Abandonné                                                           | C++                                                | /                                       | Japonais                                                          | GPLv2      | Documentation de NScripter | ? |
| NscPlayer        | ?                                     | idem | /                                         | ?                                                                          | ? | / | Abandonné                                                           | C++                                                | /                                       | Japonais                                                          | GPLv2      | Documentation de NScripter | Site officiel                                                                                                  |
| ONSlaught        | Víctor Manuel « Helios_VMG » González | idem | ONSlaught.exe                             | ONSlaught-20081230 (30 décembre 2008)                                      | ONSlaught-20111126 (26 novembre 2011)                                                                               | sourceforge.net/p/onslaught-vn/files | Abandonné                                                           | C, C++, Yacc                                       | /                                       | Multilingue (avec Unicode)                                        | BSD        | Documentation de NScripter et documentation incluse dans chaque archive du logiciel                                                           | Site officiel                                                                                                  |
| CCScripter       | toveta                                | idem | CCScripter.app                            | 0.1 (9 octobre 2001)                                                       | 0.8.24 (18 octobre 2004)                                                                                            | / | Abandonné                                                           | M                                                  | /                                       | Japonais                                                          | BSD        | Documentation de NScripter | Site officiel                                                                                                  |
| KScripter        | ?                                     | idem | ?                                         | ?                                                                          | ? | / | Abandonné                                                           | ActionScript 3                                     | Langages web : PHP, Ruby, Javascript... | Japonais, multilingue (avec Unicode)                              | ?          | Documentation de KScripter | ? |

## Versions non officielles de NScripter prenant en charge d'autres langues

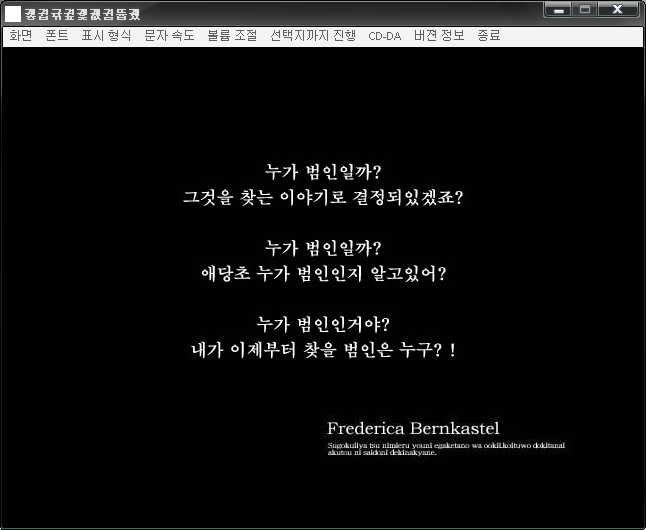
Le sanglot des cigales en coréen tournant sur une version modifiée non autorisée de NScripter.

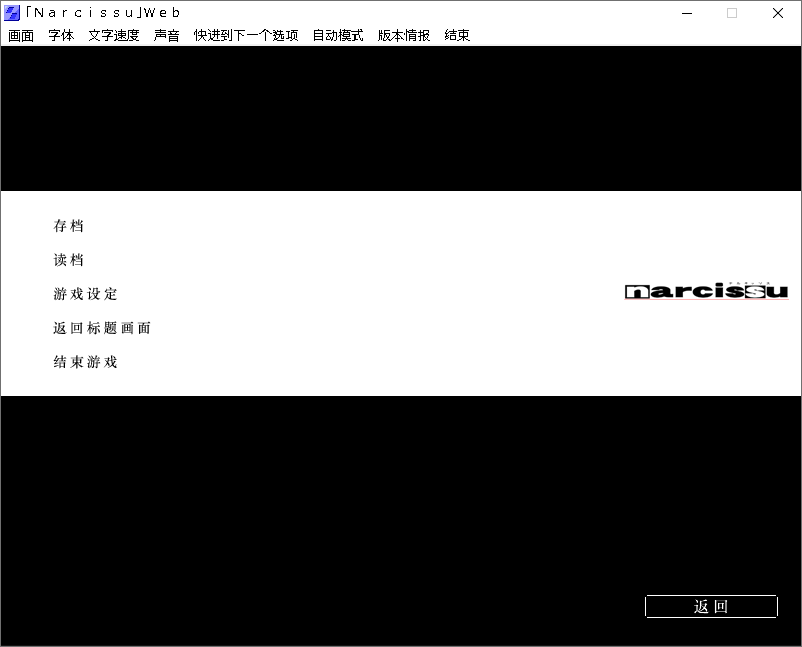
Narcissu en mandarin tournant sur une version modifiée non autorisée de NScripter.

### Version modifiée chinoise
Une version modifiée a par exemple été utilisée pour la traduction en mandarin de Narcissu.

### Version modifiée coréenne
Des internautes coréens ont publié une version modifiée de la version 2.96 de NScripter pour prendre en charge leur langue.
Une version modifiée a par exemple été utilisée pour la traduction en coréen du sanglot des cigales.

## Moteurs concurrents
NScripter possède quelques concurrents comme le moteur BGI (Buriko General Interpreter) — également appelé Ethornell — très utilisé par les sociétés August et OVERDRIVE ainsi que MangaGamer, entreprise de localisation anglophone fondée par OVERDRIVE, Circus et NEXTON. Un autre concurrent de poids est KiriKiri — aussi abrégé en « KAG » — ; ce moteur-ci est libre, a son code source ouvert et a par exemple été choisi par Type-Moon pour la production de leur jeu Fate/stay night, l'entreprise avait auparavant développé Tsukihime, un jeu développé sur NScripter qui a été un fort succès commercial,.
À l'international cependant, son concurrent est Ren'Py qui a permis la création de plus de 4 000 jeux.

### Traductions
- (ja) Cet article est partiellement ou en totalité issu de l’article de Wikipédia en japonais intitulé « NScripter » (voir la liste des auteurs).

- (ja) Cet article est partiellement ou en totalité issu de l’article de Wikipédia en japonais intitulé « NScripter2 » (voir la liste des auteurs).